# محوطه باقلاع
محوطه باقلاع مربوط به عصر آهن - دوره اشکانیان است و در شهرستان خرم‌آباد، بخش ویسیان، دهستان ویسیان، روستای قالبی علیا واقع شده و این اثر در تاریخ ۱۳ آبان ۱۳۸۶ با شمارهٔ ثبت ۱۹۸۴۱ به‌عنوان یکی از آثار ملی ایران به ثبت رسیده است.